# كوستوموكشا
كوستوموكشا (بالروسية: Костомукша) هي إحدى مدن روسيا في الكيان الفدرالي الروسي جمهورية كاريليا.